# Triglav (vrh)
Triglav je najviši planinski vrh u Sloveniji i Julijskih Alpa – visok je 2864 metra.
Prvi put je osvojen 26. kolovoza 1778.
Na vrhu Triglava se nalazi Aljažev stup – malo sklonište u slučaju vremenske nepogode.
Nedaleko od vrha Triglava, 350 m niže, nalazi se najveći planinarski dom u Sloveniji Kredarica, na 2514 m nadmorske visine. Na Kredarici se nalazi i meteorološka postaja, koja bilježi vrijedne meteorološke podatke. Osim Kredarice, na Triglavu se 400 metara niže, s južne strane nalazi i planinarski dom Planika.

## Vanjske poveznice
- Triglav – hribi.net
- Službene stranice nacionalnog parka
- "Triglav", serijal Vrhovi Balkana, Al Jazeera Balkans, 17. 4. 2014.